# 明懿皇后
明懿皇后完顏氏（？—？），金始祖完顏函普妻。
完顏氏事跡不詳，只知她在六十多歲才嫁給完顏函普及生二子一女：兒子金德帝烏魯、斡魯及女兒注思版。天會十五年（1137年），金熙宗追上諡號為明懿皇后。

## 延伸阅读
[在维基数据编辑]
 《金史·卷63》，出自脱脱《遼史》